# 種植區
種植區（英語: Growing region）是指在氣候和土壤適合種植某種農作物的地區。
這些地區在耕作方面的優勢通常由當地的氣候造成。
大多數農作物不僅在一個地方種植，而是在世界不同地方種植。
鑒於種植同一農作物需要相同的氣候條件，故此種植區的分佈大多集中於同一緯度。
在美國，某一種農作物的種植區被稱爲 XX帶狀地區/XX帶，例如：玉米帶 。
然而這種形容地區的方式也延伸到農業以外，如：聖經帶

一個種植傳統主糧的種植區往往具有很強的文化凝聚力。

## 另見
- 各国葡萄酒产量列表
- 产品地理标志